# 托爾夫森冰原島峰
74°25′S 72°25′W / 74.417°S 72.417°W
托爾夫森冰原島峰（英語：Tollefson Nunatak）是南極洲的冰原島峰，位於帕爾默地，處於奧蘭德冰原島峰以西9公里和梅里克山脈以北70公里，美國地質調查局根據測量和該國海軍的空中照片繪入地圖，現時由南極條約體系管理。